# Arboretum de la Sédelle
El Arboreto de la Sédelle (en francés: Arboretum de la Sédelle) es un arboreto de 12 hectáreas de extensión, de administración privada, que se encuentra en la comuna de Crozant, departamento de Creuse, Francia. 
Se encuentra abierto en los meses cálidos del año, pagando una tarifa de entrada.

## Historia
El arboreto fue creado en 1980 por Nell y Philippe Wanty en unas tierras forestadas a lo largo del valle del río Sédelle. 
Los acer fueron de las primeras plantaciones y actualmente es una de las colecciones de acer de referencia en Francia. 
Los primeros trabajos realizados fueron principalmente los de la habitabilidad de la casa y la excavación del estanque. 
Se necesitaron veinte años para adquirir las 12 hectáreas de la propiedad: la ubicación de la estructura lineal (el gran cenador data de 1990), la construcción de la casa de la música y la casa del té, la limpieza de la colina.
Dos veces por año la asociación "les jardins de la Sédelle" organiza las "journées de découverte" en el arboretum.

## Colecciones
Actualmente alberga más de 370 taxones de plantas leñosas, incluyendo una de las mayores colecciones de Acer (130 taxones incluyendo 90 especies y subespecies, con los correspondientes cultivares), Viburnum (27 taxones), Quercus (27), Cornus (23), Euonymus (15), Rhus (10), Tilia (9), y Liquidambar (4).